# Euselasia meconites
Euselasia meconites är en fjärilsart som beskrevs av Rebillard 1958. Euselasia meconites ingår i släktet Euselasia och familjen Riodinidae. Inga underarter finns listade i Catalogue of Life.